# Charles Edward Horsley
Charles Edward Horsley (ur. 16 grudnia 1822 w Londynie, zm. 28 lutego 1876 w Nowym Jorku) – brytyjski kompozytor i organista.

## Życiorys
Był synem Williama Horsleya. Uczył się u ojca, a następnie u Ignaza Moschelesa. W 1839 roku wyjechał do Kassel, gdzie został uczniem Moritza Hauptmanna. W latach 1841–1843 przebywał w Lipsku, gdzie konsultował się z Felixem Mendelssohnem. Na początku lat 50. XIX wieku mieszkał w Liverpoolu, gdzie na zlecenie Liverpool Philharmonic Society skomponował dwa oratoria i anthem I Was Glad na uroczystość konsekracji Fairfield Church. W latach 1853–1857 pełnił funkcję organisty kościoła św. Jana w Notting Hill. W 1856 roku bezskutecznie ubiegał się o posadę profesora na University of Cambridge. W 1860 roku skomponował oratorium na festiwal w Glasgow. W latach 60. XIX wieku wyjechał do Australii, gdzie pełnił funkcję organisty Christ Church w Melbourne. Napisał odę Euterpe na otwarcie Melbourne Hall. W 1872 roku osiadł w Nowym Jorku, gdzie był organistą St. John’Chapel i dyrygentem Church Music Association.
Skomponował m.in. Symfonię d-moll (1843–1844), Koncert fortepianowy c-moll (1848), Kwintet fortepianowy E-dur (1845), Kwartet smyczkowy B-dur (1846), Kwartet smyczkowy D-dur (1848), Sonatę skrzypcową F-dur (1844), Sonatę fletową a-moll (1846), oratoria David (1850), Joseph (1853) i Gideon (1860). W swojej twórczości nawiązywał do dorobku Felixa Mendelssohna. Opublikował pracę Text Book of Harmony (Londyn 1876), będącą nową wersją An Explanation of the Music Intervals autorstwa jego ojca.